# Riudaura (kommun)
Riudaura är en kommun i Spanien.   Den ligger i provinsen Província de Girona och regionen Katalonien, i den östra delen av landet, 500 km öster om huvudstaden Madrid. Antalet invånare är 438. Arean är 23,6 kvadratkilometer. Riudaura gränsar till La Vall de Bianya, Olot, La Vall d'en Bas, Vidrà, Vallfogona de Ripollès och Sant Joan de les Abadesses. 
Terrängen i Riudaura är lite bergig.